# Фірузабад
Фірузабад (перс. فيروزآباد) — місто на півдні Ірану в остані (провінції) Фарс. У Фірузабаді зосереджені основні історичні пам'ятники епохи Сасанідів, тому місто є кандидатом на внесення до списку Світової культурної спадщини ЮНЕСКО.

## Історія
Місто має надзвичайно давню історію. У період Ахеменідів на місці сучасного Фірузабада існувало місто Гор (або Гур). Гор був знищений військами Олександра Македонського (для взяття міста грекам довелося зруйнувати греблю, в результаті чого воно було повністю знищене). Лише в третьому столітті нашої ери місто було відновлене Ардаширом I — першим царем династії Сасанідів, який назвав його Ардашир-Хваррах. Воно будувалося як столиця, було оточений стіною з чотирма воротами, в центрі міста стояв зороастрійський храм (богині родючості Анахіти). Місто проіснувало чотири століття і було розграбоване під час арабських навал сьомого століття. У X столітті принц Адуд ад-Даула (949—982) з династії Буїдів перейменував місто у Фіруз-Абад (Місто переможців).

## Визначні пам'ятки
Основними визначними пам'ятками міста є палац Ардашира, фортеця Галех-дохтар і храм зороастрійців в старому місті — вік останнього становить понад дві тисячі років.

## Клімат
Місто знаходиться у зоні, котра характеризується кліматом тропічних степів. Найтепліший місяць — липень із середньою температурою 28.1 °C (82.6 °F). Найхолодніший місяць — січень, із середньою температурою 5.9 °С (42.6 °F).
| Клімат Фірузабада       | Клімат Фірузабада | Клімат Фірузабада | Клімат Фірузабада | Клімат Фірузабада | Клімат Фірузабада | Клімат Фірузабада | Клімат Фірузабада | Клімат Фірузабада | Клімат Фірузабада | Клімат Фірузабада | Клімат Фірузабада | Клімат Фірузабада | Клімат Фірузабада |
| Показник                | Січ.              | Лют.              | Бер.              | Квіт.             | Трав.             | Черв.             | Лип.              | Серп.             | Вер.              | Жовт.             | Лист.             | Груд.             | Рік               |
| Середня температура, °C | 5,9               | 7,7               | 11,5              | 16                | 21,7              | 26                | 28,1              | 27,4              | 23,7              | 18,3              | 12,3              | 7,6               | 17,2              |
| Норма опадів, мм        | 72.5              | 44.7              | 47.9              | 35.4              | 11.6              | 1                 | 2.9               | 1.6               | 0.1               | 4                 | 27                | 57.7              | 306.4             |
| Днів з опадами          | 8,1               | 7,5               | 7,7               | 6,4               | 2,7               | 0,7               | 1                 | 0,6               | 0,3               | 1,3               | 3,5               | 6,7               | 46,5              |
| Вологість повітря, %    | 64.5              | 59.1              | 52.4              | 47.3              | 36.1              | 28.3              | 30.2              | 30.6              | 32.2              | 38.8              | 50                | 60.8              | 44.2              |
| ----------------------- | ----------------- | ----------------- | ----------------- | ----------------- | ----------------- | ----------------- | ----------------- | ----------------- | ----------------- | ----------------- | ----------------- | ----------------- | ----------------- |
| Джерело: Weatherbase    |                   |                   |                   |                   |                   |                   |                   |                   |                   |                   |                   |                   |                   |

## Персоналії
- Ібн аль-Мукаффа (721, 723/724— 757, 759/760) — арабо-перський письменник.